# Colorimetria (método químico)

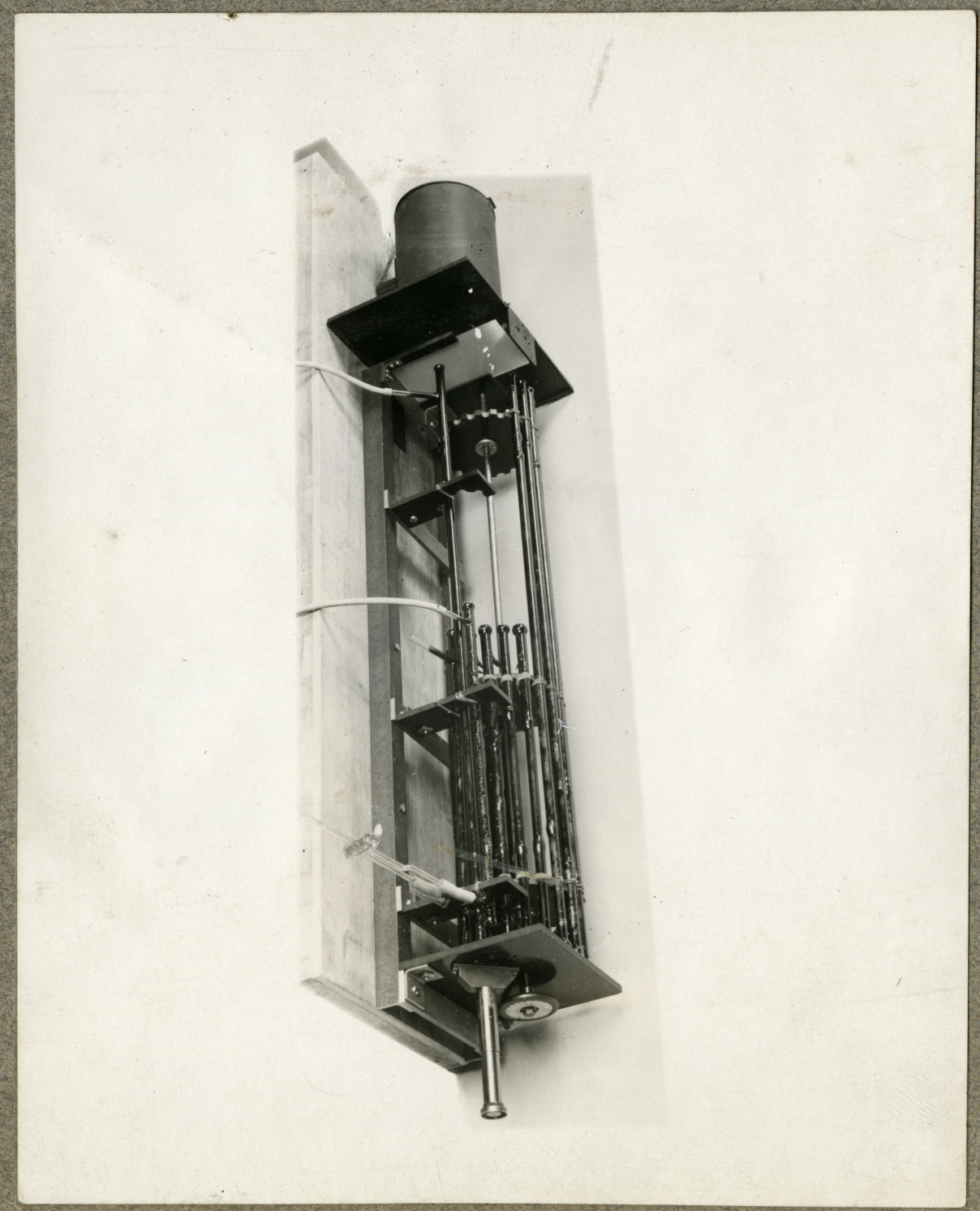
Colorímetro para análise de NO_{2}, Fixed Nitrogen Research Laboratory, ca.1930.

Colorimetria, em química analítica e física, é uma técnica utilizada para determinar a concentração de compostos coloridos em solução. Um colorímetro é um dispositivo utilizado para mensurar a concentração de um analito em determinada solução através da medição da absorbância em um determinado comprimento de onda de luz visível.
Para utilizar o colorímetro, devem ser preparadas várias soluções de concentrações diferentes, incluindo uma solução de controle cuja concentração seja conhecida. Uma vez que a coloração da solução depende da concentração e do caminho óptico, podemos comparar uma solução-padrão (ou seja, de concentração conhecida) com aquela de concentração desconhecida a fim de mensurar sua concentração.
Há também colorímetros eletrônicos automatizados, que para fornecerem resultados fidedignos, devem ser calibrados com uma cubeta contendo a solução de controle (concentração conhecida). A concentração de uma amostra pode ser calculada a partir da intensidade da luz antes e depois de passar através da amostra utilizando a lei de Beer-Lambert.